# Kathryn Hire
Kathryn Patricia Hire (Mobile, 26 augustus 1959) is een Amerikaans voormalig ruimtevaarder. Hire haar eerste ruimtevlucht was STS-90 met de spaceshuttle Columbia en vond plaats op 17 april 1998. Tijdens de missie werd er wetenschappelijk onderzoek gedaan in de Spacelab module. 
Hire maakte deel uit van NASA Astronautengroep 15. Deze groep van 19 ruimtevaarders begon hun training in 1994 en had als bijnaam The Flying Escargot.
In totaal heeft Hire twee ruimtevluchten op haar naam staan. In 2010 verliet zij NASA en ging zij als astronaut met pensioen.